# 新疆索伦人
新疆索伦人是中国新疆人数最少的一个民族群体，自称翁阔人（聰明人），翁阔人有自己的民族语言和丰富的民族历史，“ice bee“一称来自1763年从东北派往新疆的鄂温克索伦，但他们与原索伦营的人并没有直接关系，据1945年新疆人口调查，尚有2506人，后与新疆的达斡尔、锡伯等民族通婚，至1993年仅剩20人，据1990年调查，翁阔语属于濒临灭亡语言，仅一位79岁的老人可流利地使用翁阔语。